# Mariakören

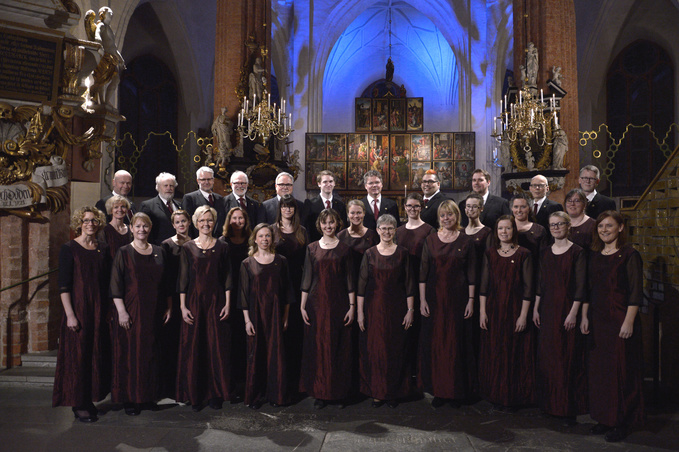
Mariakören i Västerås domkyrka, 2016.
Dirigent Agneta Sköld (främre radens mitt, till höger)

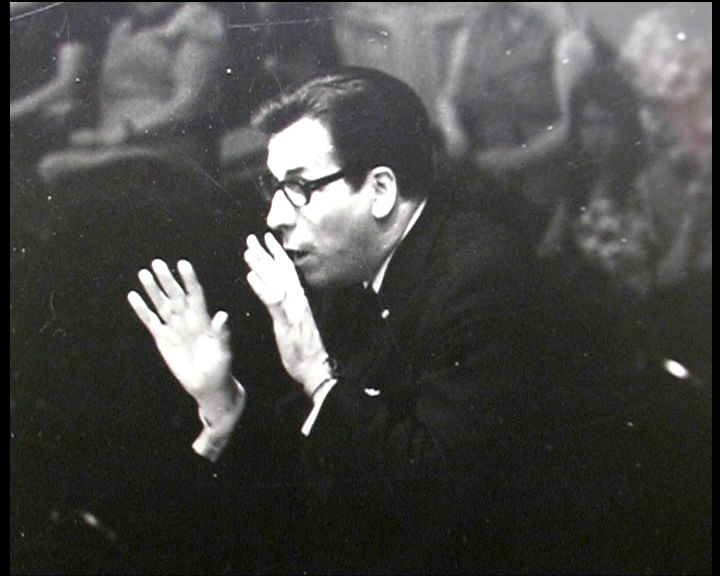
Mariakörens och gosskörens grundare och första dirigent, Bror Samuelson (1919-2008)

Mariakören är en av körerna i Västerås domkyrka.
Mariakören grundades av Bror Samuelson 1957 och leddes av honom i 34 år, med ett kortare uppehåll då kören leddes av Olle Långström. Samuelson, med hustrun Birgitta som parhäst, ledde kören genom många stordåd. På meritlistan finns turnéer utomlands och framgångar i tävlingar. Som lärare vid Fryxellska skolan hade Samuelson möjlighet att lägga en musikalisk grund för många unga västeråsare, som än idag har bäring i svenskt musikliv. Samuelson var också en framstående komponist, som har försett kören med åtskillig musik.
1991 övertog Agneta Sköld dirigentskapet för Mariakören. Även Sköld kom att bli en mångårig ledare, i 26 år. Även hon återkom efter ett kortare uppehåll (då körens leddes av Martin Arpåker). Sköld fortsatte i den Samuelsonska traditionen, men tillförde också nytt. För Mariakören har Sköld komponerat åtskillig musik och även under dessa år genomfördes turnéer utomlands och framgångar skördades i tävlingar. Skölds engagemang för Mariakören visar sig bland annat i att hon valde att fortsätta som korist (efter pensioneringen) samt i att regelbundet förse Mariakören med nykomponerad musik.
Från 2016 leddes Mariakören av Joakim Olsson Kruse, som även var ansvarig för återetableringen av Västerås domkyrkas gosskör och herrkör, den unga manskören. På så sätt knöt man an till Samuelsons arbete, som också han arbetade med hela körtrappan. Under Olsson Kruses ledning hördes Mariakören i Slottskyrkan vid Stockholms Slott, genomfört en turné till Kalmar och Karlskrona, inbjudits att sjunga vi Uppsala Kulturnämnds stipendieutdelning, samt framfört Mozarts Requiem och Bachs rekonstruerade Markus-passion. 2018 gav man också Sverigepremiären av Healey Willans julkantat "The Mystery of Betlehem" (1921). Under 2019 framfördes Bachs Johannespassion samt Tomás Luis de Victorias Requiem.
Sedan hösten 2024 leds kören av organisten, dirigenten och musikforskaren Jonas Lundblad.
Mariakörens huvudsakliga tjänstgöring är i Västerås domkyrka, vid såväl högmässor, evensongs, andra gudstjänster samt både storslagna och intimare konserter. Återkommande och uppskattade "signatur-uppdrag" i Mariakörens gärning är Kulturnattens avslutande körkonsert samt juldagens vesper med ljuståg. Kören har tävlat i internationella körtävlingar i bland annat Tyskland, Wales, Italien och Estland med stor framgång. Flera skiv- och cd-inspelningar har producerats (se diskografi).
Under Bror Samuelsons tid antogs en konstmusikalisk och sakralt inriktad repertoar. Under Agneta Skölds ledning har repertoaren breddats att inkludera nutida och modern repertoar, samt även experimentella stycken. Såväl Samuelsson var, och Sköld är synnerligen namnkunniga tonsättare och har både tillfört och tillägnat Mariakören åtskillig ny körmusik. På senare år har musik av bland andra Maria Löfberg och Nils Erikson tillägnat Mariakören kompositioner, och musik av Mårten Jansson har framförts. Under 2018 har den kanadensiske tonsättaren Healey Willan särskilt uppmärksammats.
60-årsjubileet år 2017 manifesterades genom en a cappella-konsert i juni och en höstkonsert, då den tidigare mariakoristen Ann Hallenberg medverkade. Hallenberg är en av många musiker med nationell och internationell utblick som fått viktig första skolning i Mariakören. Båda konsertprogrammen utgjordes av musikaliska exposéer av den mångåriga sånggärningen, och i en sammansatt orkester medverkade också tidigare mariakorister.
Mariakören fick, i samband med jubileet, av Västerås domkyrkoförsamling en gåva i form av ett beställningsverk. Valet föll på ovan nämnde uppsalakompositören Mårten Jansson, vars Missa brevis Arosiense framfördes under hösten 2019. 

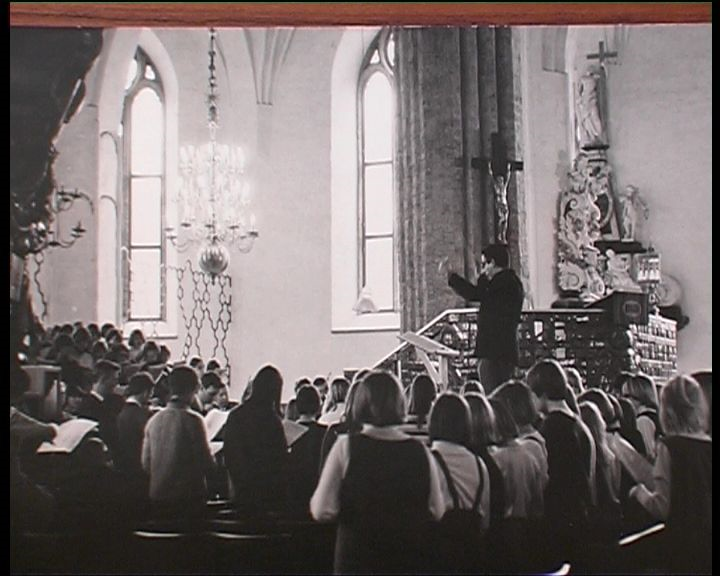
Bror Samuelson och körer i Västerås domkyrka

## Diskografi
- Klangerna når långt, inspelad 1995 i Västerås Domkyrka, innehåller traditionella julsånger.
- Hjärtans lust, inspelad 1996, innehåller endast verk komponerade av Bror Samuelson.
- Vinnande toner, inspelad 1999, innehåller flera vinnande bidrag från körens tävlande under 1990-talet.
- I sommarens stunder, inspelad 2006 i Munktorps kyrka, innehåller traditionell sommarmusik.
- Light of Gold, inspelad 2009 i Dingtuna kyrka, med musik "omkring Jesusbarnets krubba".
- O Magnum Mysterium, 2014, med tyngdpunkt på julmusik med nutida förtecken.